# Шайхуллин, Эдуард Мусфирович
Эдуа́рд Мусфи́рович Шайху́ллин (20 октября 1974, Асино, Томская область, СССР — 6 июня 2020, Октябрьский, Республика Башкортостан, Россия) — российский спидвейный гонщик. Трёкратный чемпион России в командном зачёте, дважды бронзовый призёр в личном зачёте, вице-чемпион Кубка европейских чемпионов.

## Биография
Родился 20 октября 1974 года в г. Асино Томской области.
Спидвеем начал заниматься в г. Октябрьский (Башкортостан) с 1991 г. В клубе «Строителе» провёл первые сезоны в КЧР — 1993 и 1994, но в 1995 г. из-за финансовых трудностей часть октябрьских гонщиков, среди которых был и Эдуард, перебралась в уфимскую «Лукойл-Башкирию».
В том же 1995 году Шайхуллин выиграл ЛЧРЮ.
В 1997 г. вернулся в октябрьскую команду, имевшею к тому времени новое название — «Лукойл». С ней он трижды выиграл чемпионский титул — в 1997, 1999 и 2000 гг., стал серебряным призёром Кубка европейских чемпионов в 2000 году. Дважды завоёвывал бронзовую медаль личного первенства страны — в 1998 и 2000 гг.
В 2001-2002 г. выступал во Второй польской лиге.
В 2006 г. перешёл в клуб «Восток» из Владивостока, в 2008 г. стал гонщиком и тренером СК «Салават». В сезоне-2008 в «Салавате» был собран яркий состав (Ренат Гафуров, Сергей Даркин, Семён Власов, Эдуард Шайхуллин), но команда сумела одержать лишь одну победу в восьми матчах. В 2009 г. финансирование команды прекратилось, и «Салават» не смог выступить в чемпионате, а Э.Шайхуллин прекратил выступления в чемпионате страны.
Однако, активными усилиями Шайхуллина после двухлетнего перерыва в КЧР в 2010 г. вернулся СК «Октябрьский». Команда не претендовала на высокие места в чемпионате, однако сам факт участия в КЧР уже являлся успехом. Эдуард стал главным тренером возрождённого клуба, и оставался им в 2010—2012 гг., в 2013 г. — на должности директора.
28 сентября 2014 года попал в ДТП, повлекшее смерть двух человек, 30 апреля 2015 года был признан виновным по ст. 264 ч.6 УК РФ и приговорён к 2 годам заключения в колонии-поселении.
Скончался 6 июня 2020 года в г. Октябрьский (Республика Башкортостан).
Похоронен 9 июня 2020 года в Октябрьском на Муллинском православном кладбище.

## Среднезаездный результат
| Лига        | 1993            | 1994            | 1995                  | 1996                  | 1997         | 1998         | 1999         | 2000         | 2001         | 2002         | 2003 | 2004         | 2005         | 2006         | 2007         | 2008          |
| ----------- | --------------- | --------------- | --------------------- | --------------------- | ------------ | ------------ | ------------ | ------------ | ------------ | ------------ | ---- | ------------ | ------------ | ------------ | ------------ | ------------- |
| Флаг России | 0,400 Строитель | 1,205 Строитель | 1,946 Лукойл-Башкирия | 1,969 Лукойл-Башкирия | 1,444 Лукойл | 1,417 Лукойл | 2,000 Лукойл | 2,545 Лукойл | 1,917 Лукойл | 2,019 Лукойл | -    | 2,103 Лукойл | 1,696 Лукойл | 2,417 Восток | 2,375 Восток | 0,800 Салават |
| (II)        | -               | -               | -                     | -                     | -            | -            | -            | -            | 2,241 Люблин | 2,095 Люблин | -    | -            | -            | -            | -            | -             |

## Достижения
| - Чемпионат России по спидвею среди юниоров: в личном зачёте — 1 место (1995) - Чемпионат России по спидвею в командном зачёте — 1 место (1997, 1999, 2000), 2 место (1993, 1994, 1995, 1998, 2001, 2002, 2004, 2005), 3 место (2006, 2007) в личном зачёте — 3 место (1998, 2000) в парном зачёте — 2 место (2000, 2006), 3 место (2002, 2004) | На международных соревнованиях Юниорские соревнования ЛЧМЮ — 15 место в ½ финала (1995) Взрослые соревнования КЕЧ — 2 место (2000, за «Лукойл») , 3 место (2005, за сборную России) КЧМ —13 место (2000), 8 место (2001), 9 место (2002) ЛЧМ — не участвовал Гран-При Челлендж 2000: 8 место в отборочном соревновании Гран-При Челлендж 2001: 16 место в отборочном соревновании Гран-При Челлендж 2002: 12 место в континентальном полуфинале Гран-При Челлендж 2003: 12 место в отборочном соревновании |  |